# Odžaci (općina)
Općina Odžaci je jedna od općina u AP Vojvodini, u Srbiji. Spada u Zapadno-bački okrug. Po podacima iz 2004. općina zauzima površinu od 411 km² (od čega na poljoprivrednu površinu otpada 35.049 ha, a na šumsku 1.895 ha). 
Općina graniči s općinama Sombor, Apatin, Kula, Bačka Palanka i Bač, a s Dunavom graniči s Hrvatskom.
Sjedište općine je grad Odžaci. Općina Odžaci se sastoji od 9 naselja. Po podacima iz 2002. godine u općini je živjelo 35.582 stanovnika, a prirodni priraštaj je iznosio -8.3 %. Po podacima iz 2004. broj zaposlenih u općini iznosi 8.431 ljudi. U općini se nalazi 10 osnovnih i 2 srednje škole.

## Naseljena mjesta
- Bački Brestovac
- Filipovo
- Bogojevo
- Deronje
- Karavukovo
- Lalić
- Odžaci
- Parabuć
- Srpski Miletić

Zanimljivost je da se u Odžacima, nekad naselju sa znatnom njemačkom zajednicom, i danas održava misa na njemačkom jeziku.

## Etnička struktura
- Srbi (82,84%)
- Mađari (4,41%)
- Slovaci (2,81%)
- Romi (2,35%)

Sva naseljena mjesta imaju srpsko većinsko stanovništvo osim Bogojeva, koji ima mađarsko, i Lalića, gdje Slovaci čine relativnu većinu.

## Vanjske poveznice
- Informacije o općini